# پیتر لیبرسون
پیتر لیبرسون (انگلیسی: Peter Lieberson; ۲۵ اکتبر ۱۹۴۶ – ۲۳ آوریل ۲۰۱۱) آهنگساز کلاسیک اهل ایالات متحده آمریکا بود.
وی فرزند گادارد لیبرسون (آهنگساز و تهیه‌کننده) و ورا زورینا (بازیگر) بوده‌است.